# I'm in Love With a Church Girl

I'm in Love With a Church Girl est un film dramatique américain réalisé par Steve Race, sorti en 2013.
Le film met en scène Adrienne Bailon (la star des Cheetah Girls et des 3LW) et Ja Rule.
Le tournage du film a commencé le 10 mai 2010 et il est sorti dans les salles de cinéma aux États-Unis le 18 octobre 2013. Toutefois, le film reste inédit dans tous les pays francophones.

## Synopsis
Montego Miles (Ja Rule), a tout pour être heureux- les voitures, bateaux, beauté, maison, argent, les femmes, mais plus important encore, il a un passé. Miles est un ancien trafiquant de haut niveau de drogue qui est maintenant cran. Même si Miles a tourné une page de sa vie, la DEA ne le laisse pas abandonner ses anciennes activités. Le seul défaut de Miles, c'est qu'il est extrêmement fidèle à son cercle d'amis et anciens collègues qui ne sont pas retirées de l'activité lucrative. Luttant pour rester sur le côté droit de la loi, Miles rencontre la fille  de ses rêves, mais elle n'est pas le genre de fille qu'il fréquente d'habitude. Vanessa (Adrienne Bailon) est une fille d'église . Dieu continue de tester Miles à travers les fantômes de son passé, lui remémorant la mort de sa mère, les charges qui pèsent contre lui, ses amis arrêtés par la police. Sa relation tendue avec Vanessa va même faillir couter la vie de sa bien-aimée dans un accident mortel mais finalement Dieu lui permettra de se libérer de ses chaines.

## Distribution
- Jeff "Ja Rule" Atkins : Miles Montego
- Adrienne Bailon : Vanessa Leon
- Stephen Baldwin : Jason McDaniels
- Vincent Pastore : Nicholas Halston
- TobyMac : "T"
- T-Bone : Martin De LaFuente
- Michael Madsen : Frank Harris

## Réception

### Box-office
Le film a récolté 2.5 millions de dollars au box-office mondial pour un budget de 3 millions de dollar .